# 金美愛
金 美愛（キム・ミエ、朝鮮語: 김미애、1969年10月6日 - ）は、大韓民国の弁護士、政治家。第21・22代韓国国会議員。

## 経歴
浦項・九龍浦の小さな漁村（河亭1里）の出身で、いずれも済州出身の父は事業を失敗した船主で漁師、母は海女。家庭は貧困で15歳の時に母を亡くしたため、入学したばかりの浦項女子高校を退学し、紡績工場で女工として働きはじめた。釜山海雲台区盤如洞の紡績工場で夜勤労働をした後、縫製工場の職工や模造品の販売を経て、日本語を勉強して雑貨店の販売員などで生計を立てて、ようやく貯金で食堂の寿司屋を開業した。1995年に閉店した後、29歳の時に東亜大学校法学部夜間学部に入学し、卒業後は34歳で2002年に第44回司法試験に合格し、司法研修院第34期修了。その後は人権派弁護士として活動し、金美愛法律事務所代表弁護士、国選弁護人、釜山広域市女性文化会館無料法律相談委員・地方税審議委員会委員、大韓弁護士協会女性暴力防止および児童法律支援弁護士団メンバー、釜山肢体障害者協会諮問弁護士、東亜大学校法学専門大学院兼任教授、法務法人ハノル代表弁護士、釜山地方弁護士会首席副会長、未来統合党釜山市党首席副委員長・非常対策委員会委員（金鍾仁委員長体制）、国民の力釜山市党公認管理委員を歴任した。

## エピソード
両親の出身地は済州道だが、済州島ではなく離島の牛島である。また、兄と姉も済州に生まれた。
未婚だが子供3人を育てている。白血病で亡くなった姉とうつ病を患う姉の子2人（甥と姪）と養子として迎えた娘1人である。そのため、全国養子縁組家族連帯の支持を受けている。
2016年、釜山弁護士会を訪問した福岡弁護士会の原田直子会長から女性だけの法律事務所の話を聞いて刺激を受け、日本での視察を経て女性弁護士だけの法務法人を設立した。
国選弁護人として約800件の弁護を担当した。2018年、釜山弁護士会の#MeToo法律支援団長として、演出家チョ・ジュンユンによる性的暴行事件の被害者たちの代理人を務めた。
政界入門のきっかけは世襲政治家である金世淵により後継者としてスカウトされたが、その前の2016年の第19代総選挙でもセヌリ党の比例代表候補を申請した。過去の経歴から保守政党に合わないと言われたことがあるが、本人は保守の価値を信頼し、自由を尊重するから保守政党に行ったと言った。また、第21代総選挙での保守政党の失敗については、「共感能力の低下」が原因だと指摘した。
2020年、SNSでインフルエンザワクチンの流通業者のシンソン薬品の社主と金鍾民民主党最高委員が姻戚であるという疑惑を提起したが、単に社主の姻戚が金鍾民議員と同姓同名であるため誤解を招いた。その後、金はSNSの投稿を削除した。
2021年4月、女性家族部傘下の韓国両性平等教育振興院が作成した教育映像で、全ての男性が潜在的な性加害者であるかのように規定した論争について、金は質問書を提出し、不適切な内容に対する女性家族部の立場について質問した。
ずっと国会議員の歳費は税金から来たことを念頭に置いて、2020年の当選後はいつも歳費の30%を寄付した。また、2024年の秋夕の祝日休暇費を寄付すると宣言した。